# Park 750-lecia (Gorzów Wielkopolski)
Park 750-lecia – położony jest w północnej części Gorzowa Wielkopolskiego. Zajmuje powierzchnię ok. 6,2 ha. Założony został w 2004 roku w związku z jubileuszem lokacji miasta. Jest okolony ulicami Księcia Adama Czartoryskiego i Deckerta, a od wschodniej strony terenem Wielospecjalistycznego Szpitala Wojewódzkiego. W 2016 r. w parku stanął obelisk chwały Żołnierzy Niezłomnych, przed którym rokrocznie odbywają się obchody Narodowego Dnia Pamięci "Żołnierzy Wyklętych".
Atrakcjami parku są plac zabaw dla dzieci i ogród różany. Można spotkać tu egzotyczne drzewa – metasekwoje chińskie i grujeczniki japońskie, ambrowce amerykańskie, klony czerwone, surmie bigoniowe oraz ozdobne grusze.

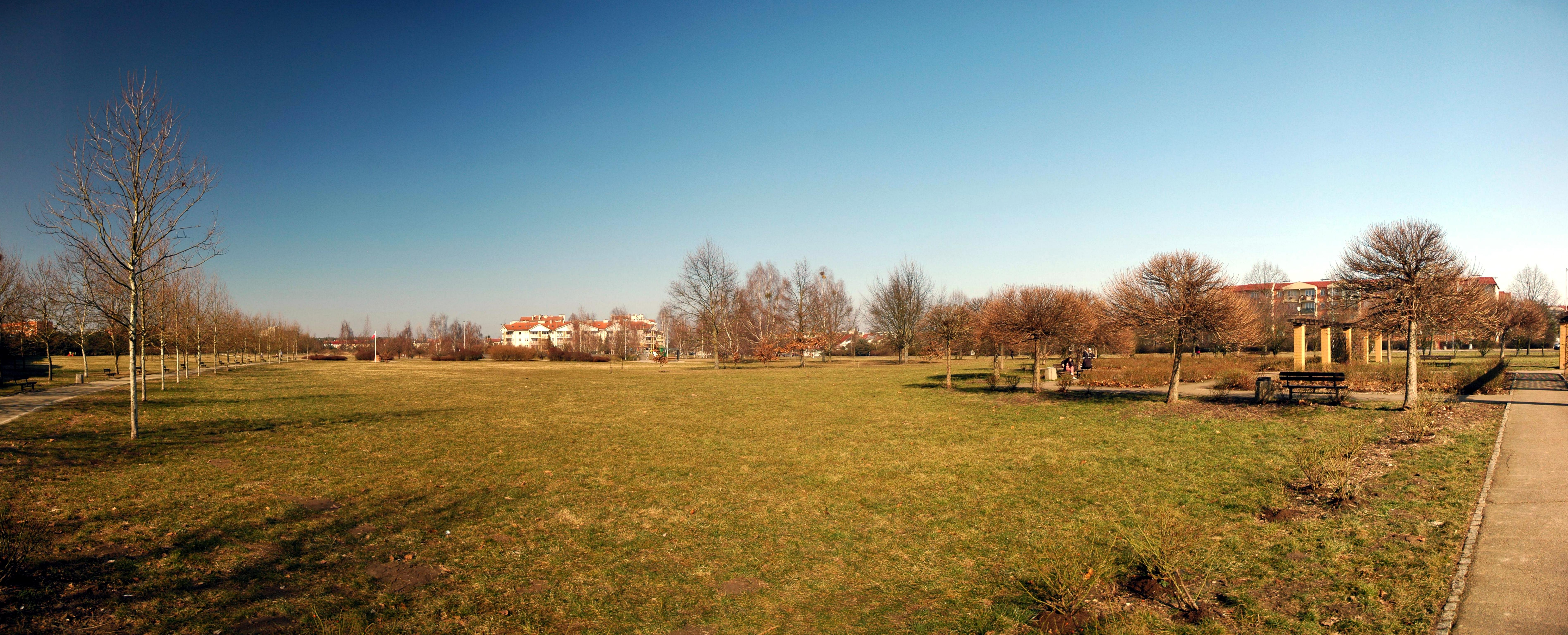
Park w 2025 roku